# Cephalodella theodora
Cephalodella theodora is een raderdiertjessoort uit de familie Notommatidae. De wetenschappelijke naam van deze soort is voor het eerst geldig gepubliceerd in 1961 door Koch-Althaus.